# Безвісти зниклий
«Безвісті зниклий» — радянський художній фільм 1956 року, знятий режисером Ісааком Шмаруком на Київській кіностудії. Прем'єра фільму відбулася 7 січня 1957 року. Один з лідерів радянського кінопрокату, тільки в СРСР фільм подивилися близько 35 300 000 глядачів.

## Сюжет
Фільм про безвісних героїв Великої Вітчизняної війни і боротьбу інтернаціоналістів проти фашизму. У 1942 році Олексій Северін, офіцер Червоної Армії, який отримав поранення в бою, використовуючи документи вмираючого Мирослава, лікаря-чеха, службовця в німецькій армії, уникає полону і за його посвідченням потрапляє в Словаччину. Там зустрічається з близькими родичами загиблого лікаря, які приймають його в свою сім'ю. Будучи радянським патріотом, Олексій не може залишатися в тилу, коли його товариші борються за перемогу, тому незабаром він разом зі своїми новими друзями залишає місто, щоб примкнути до повстанців. Згодом його призначають командиром інтернаціонального партизанського загону, він продовжує свій бойовий шлях, мріючи коли-небудь знову побачити Батьківщину, де його, незважаючи на те, що залишився живий, рідні вважають «зниклим безвісти»…

## У ролях
- Михайло Кузнецов — Олексій Северін, радянський офіцер, командир інтернаціонального партизанського загону
- Софія Гіацинтова — пані Марія, мати чеха Мирослава
- Байба Індриксоне — Жела, сестра Мирослава
- Наталія Ужвій — Марфа
- Володимир Васильєв — Вацлав
- Віктор Добровольський — Ян Ковач
- Микола Дупак — Мирослав Дрозда, чех
- Лев Бордуков — француз
- Юрій Чекулаєв — містер Коуз, американець
- Олег Голубицький — поляк
- Лаврентій Масоха — Василь Кухта, провокатор
- Сергій Голованов — Вегелейн, штандартенфюрер
- Борис Карлаш-Вербицький — Томаш, словацький робітник
- Василь Нещипленко —  полковник, командир батальйону
- Юрій Прокопович —  пан Стрейчек
- Іван Дзюба — Дерек
- Стелла Степанова — Стелла, німецька дівчинка
- Д. Кадников — хірург
- Володимир Клунний — епізод
- М. Назаров — епізод
- Володимир Освецимський — епізод
- Поліна Куманченко — епізод

## Знімальна група
- Автор сценарію:  Віталій Закруткін
- Режисер-постановник:  Ісаак Шмарук
- Оператор-постановник: Наум Слуцький
- Художник-постановник: Борис Немечек
- Композитор:  Герман Жуковський
- Текст пісень: Олексій Фатьянов
- Звукооператор: Ростислав Максимцов
- Режисер монтажу: Р. Шаповалова
- Редактор: Олександр Перегуда
- Оркестр Міністерства культури УРСР
- Диригент:  Веніамін Тольба
- Директор фільму: Борис Жолков